# Экономика Йемена
Йемен — преимущественно аграрная страна.

## Общая характеристика
Объём ВВП 52,6 млрд долл. (по паритету покупательной способности, 2007), в расчёте на душу населения 2400 долл. Индекс человеческого развития 0,508 (2005; 153-е место среди 177 стран мира).
Основа экономики — нефтедобывающая промышленность (ок. 75 % валютных поступлений, 2006). Важное значение имеют денежные переводы йеменцев, в осн. работающих в Саудовской Аравии (ок. 1,3 млрд долл. в 2005), и внешняя экономич. помощь (ок. 252 млн долл. в 2004).
Основные отрасли промышленности: нефтяная и нефтеперерабатывающая, текстильная, пищевая, цементная. Есть небольшие алюминиевые заводы. Транспорт — преимущественно автомобильный и морской. Морские порты: Аден, Ходейда, Моха, Салиф, Мукалла. Основные аэропорты расположены в Сане и Хормаксаре (возле Адена).

## Сельское хозяйство
Сельское хозяйство остаётся важнейшим сектором экономики. Собственное произ-во не обеспечивает потребности в продовольствии; большая часть продуктов питания импортируется. К использованию пригодно ок. 1/3 территории страны, однако земледелие возможно только на 3 % территории (из них обрабатывается ок. 65 %; осн. массивы — на западе страны). Ведущая отрасль сельского хозяйства — растениеводство. Главная экспортная культура — кофе (главные сорта мокко и ходейда).
| Кофе                                                                         | 11,6  |
| Зерновые культуры (занимают св. 55 % обрабатываемых площадей)                |       |
| сорго и просо                                                                | 253,4 |
| пшеница                                                                      | 103,8 |
| кукуруза                                                                     | 32,8  |
| ячмень                                                                       | 27,9  |
| Технические культуры                                                         |       |
| хлопчатник                                                                   | 29,1  |
| кунжут                                                                       | 18,7  |
| табак                                                                        | 11,9  |
| Фрукты                                                                       |       |
| (манго, финики, инжир, абрикосы, персики, бананы, гранаты, папайя, виноград) | 736,2 |
| Овощи                                                                        | 833,3 |
| в том числе томаты                                                           | 272,7 |

Расширяются, несмотря на предпринимаемые меры, посадки ката.
В пустынных районах земледелие возможно только в оазисах; в вади Хадрамаут, оазисах Тарим, Сайун и Эль-Гайда сосредоточены осн. посадки финиковой пальмы (сбор всего 33,3 тыс. т в 2003); культивируют также зерновые (просо, пшеница, ячмень), хлопчатник, кунжут, табак, овощи и фрукты.
Ведущие отрасли животноводства (развито практически повсеместно) — скотоводство (в горных районах — отгонное, в пустынях в осн. кочевое) и птицеводство; в пустынных восточных районах разводят верблюдов.
| Козы                               | 7,3 |
| Овцы                               | 6,6 |
| Крупный рогатый скот (в осн. зебу) | 1,4 |
| Верблюды                           | 0,3 |

Важную роль играет рыболовство. Действуют 120 рыболовецких кооперативов, в которых занято ок. 50 тыс. чел. Улов рыбы 213,7 тыс. т, добыча морепродуктов 14,4 тыс. т (2003). Сушёная и солёная рыба — одна из важных статей экспорта. Ведётся добыча жемчуга (побережье Красного моря).

## Промышленность
Крупнейшие промышленные предприятия находятся в основном в государственной или акционерной собственности со смешанным капиталом. Пищевая промышленность работает преимущественно на импортном сырьё, является второй по объёму производства отраслью, уступая только цементной промышленности. Нефтеперерабатывающий завод в Адене является крупнейшим современным предприятием в южной части страны. В Йемене имеются также предприятия, производящие текстиль, пластмассу, соль и краску.
В стране ведётся добыча нефти. Разработка месторождений и экспорт углеводородов были существенно снижены после начала гражданской войны в 2001—2015 г.г. 500 тыс. баррелей нефти были добыты на блоке S2 в провинции Шабве и были отправлены на экспорт с нефтяного терминала Резум (Rezum) в южной провинции. Месторождение вновь было запущено в апреле 2018 г.
Запасы кобальта, меди и никеля находятся в трёх местах в Аль-Маснаа, Суваре и Вади-Кутабах в северо-восточном Йемене; были обнаружены 40 месторождений золота и серебра, но их добыча в настоящее время требует иностранных инвестиций. Месторождение золота Аль-Харика на северо-западе Саны обладают значительным запасом. Месторождения золота так же существуют в районе Меддена, его запасы оцениваются в 678 000 тонн рудной породы, со средним выходом в 15 граммов золота и 11 граммов серебра на тонну
Электростанции, работающие исключительно на ископаемом топливе, вырабатывают 3 млрд. кВт·ч электроэнергии в год (2001 год). Крупнейшие из них расположены около Ходейды, в Рас-Канатибе (165 мВт), и в Мукале (160 мВт). Предполагается строительство новых электростанций и расширение мощностей уже существующих. В настоящее время менее трети семей в Йемене имеет доступ к электроэнергии. (2010)

## Транспорт и связь
Железные дороги отсутствуют. Ведущее место во внутренних перевозках занимает автомобильный транспорт. Главные автодороги на севере: Аден — Таиз — Ходейда, Сана — Ходейда, Сана — Таиз — Моха; на юге: Аден — Эль-Мукалла — Эш-Шихр, Шакра — Тарим, Эш-Шихр — Тарим. Общая протяжённость автомобильных дорог в 1999 составляла 69 263 км, из них с твёрдым покрытием — 9963 км.
Нефтепроводы (1174 км) и газопроводы (88 км) проложены от месторождений в центре страны к портам на Красном море и Аденском заливе (2003). Имеется небольшой морской торговый флот. Главными морскими портами являются Аден и Эль-Мукалла — на юге, Ходейда, Салиф и Моха — на севере.
Важным узлом воздушных сообщений является Аден. Другие основные аэропорты расположены в Сане и Эль-Мукалле. Национальная авиакомпания — «Ямения».
Сотовая связь развита намного лучше кабельной. Местные операторы обеспечивают плотное покрытие в большей части районов Хадрамаута и западной горной цепи, а также в прибрежных областях востока. Основными операторами страны являются: Spacetel — Yemen (MTN, GSM 900) и Sabafon (Yemen Company for Mobile Telephony, GSM 900). Роуминг с Россией предлагается абонентам крупнейших российских операторов. Высокоскоростной доступ в Йемене ограничен. Сети ADSL и ISDN имеются только вокруг офисов компании TeleYemen. Большое количество точек доступа в сеть расположено в комплексах крупных гостиниц, а также во многих почтовых отделениях. В интернет-кафе час доступа в сеть обходится в 1—5 долларов. Стоимость зависит от скорости соединения и типа установленной аппаратуры.

## Внешняя торговля
В 2016 году Йемен экспортировал товаров на 898 млн долл. США, а импортировал на 6,69 млрд долл. США, отрицательное сальдо внешней торговли: 5,79 млрд долл. США.
Главные экспортные товары: золото ($531 млн долл. США), сырая нефть ($140 млн долл. США), рыба и морепродукты, кофе, хлопок. Главные покупатели: Оман — 33 %, ОАЭ — 32 %, КНР — 17 %.
Главные импортные товары: продовольствие (в основном зерно, сахар, мясо и масличные культуры), медикаменты, нефтепродукты, машины и оборудование, древесина. Главные поставщики: КНР — 25 %, Турция — 8 %, Оман — 7,7 %, Индия — 6,7 %. Доля России — 2,3 %.